# Donje Mokrice
Donje Mokrice is een plaats in de gemeente Petrinja in de Kroatische provincie Sisak-Moslavina. De plaats telt 61 inwoners (2001).